# William Strachey
William Strachey (Saffron Walden, 4 aprile 1572 – Camberwell, 21 giugno 1621) è stato uno storico britannico.
I suoi lavori principali sono tra le fonti primarie della storia della colonizzazione inglese del Nord America. Oggi è soprattutto ricordato per la sua testimonianza diretta del naufragio sull'isola deserta di Bermuda della nave coloniale Sea Venture (1609), colpita da un uragano mentre era diretta in Virginia. I sopravvissuti infine riuscirono a raggiungere la Virginia, dopo aver costruito due piccole imbarcazioni durante i dieci mesi che passarono sull'isola. I suoi resoconti del naufragio e della Colonia della Virginia vengono considerati, dagli studiosi shakespeariani, le fonti de La tempesta di Shakespeare.

## Biografia

### Gli inizi
Strachey nacque il 4 aprile del 1572, a Saffron Walden, un piccolo borgo dell'Essex, da William Strachey e Mary Cooke, in una tenuta acquistata da suo nonno nel 1560. Nel 1588, a 16 anni, entrò all'Emmanuel College della Cambridge University. Successivamente studiò alla Gray's Inn, ma non ci sono testimonianze che frequentasse legge. 

### La famiglia e la carriera
Nel 1595 Strachey sposò Frances Forster e si stabilì a Crowhurst, Surrey. Strachey sostenne la sua famiglia grazie all'eredità di suo padre, ottenuta dopo una battaglia legale intrapresa con la sua matrigna Elizabeth Brockett. Aveva anche una residenza a Londra, dove assisteva regolarmente ai drammi teatrali, divenendo anche azionista del Blackfriars Theatre. A Londra divenne amico di molti poeti e drammaturghi, tra i quali Thomas Campion, John Donne e Ben Jonson. Scrisse anche un poema di elogio dedicato a Jonson che fu pubblicato nell'opera di Jonson Sejanus: His Fall (1605), in cui nel 1603 recitò Shakespeare.
Ma Strachey si trovò in precarie condizioni finanziarie, uno stato dal quale tentò di venir fuori per tutto il resto della sua vita. Nel 1606 usò l'influenza della famiglia di sua moglie per essere nominato segretario della Levant Company e di Thomas Glover, l'ambasciatore Inglese in Turchia. Viaggiò a Costantinopoli, ma ebbe una disputa con l'ambasciatore e si dimise nel 1607, facendo ritorno in Inghilterra. Successivamente decise di rifarsi nel Nuovo Mondo, quindi acquistò due quote della Virginia Company e salpò nell'estate del 1609 per la Virginia sulla Sea Venture, accompagnato da Sir Thomas Gates e Sir George Somers.

## Opere
- "A true reportory of the wracke, and redemption of Sir THOMAS GATES Knight" original-spelling version at Virtual Jamestown.
- "A True Reportory of the Wreck and Redemption of Sir Thomas Gates, Knight" modern-spelling version at Virtual Jamestown.
- "For The Colony in Virginea Britannia. Lawes Divine, Morall and Martiall, &c." original-spelling version at Virtual Jamestown.
- "For The Colony in Virginia Britannia: Laws Divine, Moral and Martial, etc." modern-spelling version at Virtual Jamestown.
- "The Historie of Travaile Into Virginia Britannia" at Google Books.
- "A Dictionary of Powhatan" at Google Books.